# Mistrzostwa Świata w Kolarstwie Torowym 1949
46. Mistrzostwa Świata w Kolarstwie Torowym 1949 odbyły się w stolicy Danii – Kopenhadze. Rozegrano pięć konkurencji: sprint zawodowców i amatorów, wyścig na dochodzenie zawodowców i amatorów oraz wyścig ze startu zatrzymanego zawodowców.

## Medaliści

### Mężczyźni
| Konkurencja                                   | Złoto            | Srebro            | Brąz           |
| --------------------------------------------- | ---------------- | ----------------- | -------------- |
| Sprint indywidualny amatorów                  | Sidney Patterson | Jacques Bellenger | Jack Heid      |
| Wyścig indywidualny na dochodzenie amatorów   | Knud Andersen    | Cyril Cartwright  | Aldo Gandini   |
| Sprint indywidualny zawodowców                | Reg Harris       | Jan Derksen       | Arie van Vliet |
| Wyścig indywidualny na dochodzenie zawodowców | Fausto Coppi     | Lucien Gillen     | Wim van Est    |
| Wyścig ze startu zatrzymanego zawodowców      | Elia Frosio      | Jan Pronk         | Raoul Lesueur  |

## Klasyfikacja medalowa
| Miejsce | Państwo           |   |   |   | Razem |
| ------- | ----------------- | - | - | - | ----- |
| 1.      | Włochy            | 2 | 0 | 1 | 3     |
| 2.      | Wielka Brytania   | 1 | 1 | 0 | 2     |
| 3.      | Australia         | 1 | 0 | 0 | 1     |
|         | Dania             | 1 | 0 | 0 | 1     |
| 5.      | Holandia          | 0 | 2 | 2 | 4     |
| 6.      | Francja           | 0 | 1 | 1 | 2     |
| 7.      | Luksemburg        | 0 | 1 | 0 | 1     |
| 8.      | Stany Zjednoczone | 0 | 0 | 1 | 1     |